# Nguyễn Hữu Khai
Nguyễn Hữu Khai (1953–2018) là một doanh nhân tại Việt Nam, chủ tịch kiêm Tổng Giám đốc Tập đoàn Bảo Long.

## Tiểu sử
- Nguyễn Hữu Khai sinh ra trong một gia đình đông anh em tại thôn Kinh Đào, xã An Mỹ, huyện Mỹ Đức, Hà Nội. Học dở lớp 10, ông lên đường nhập ngũ nhưng phải ra quân sớm do gặp vết thương ở đầu trong trận đánh ở Thành cổ Quảng Trị. Về quê, theo mong muốn của gia đình, ông học bổ túc và thi đỗ vào Đại học Kiến trúc[1].
- Vì muốn chữa bệnh cho em gái mắc bệnh dẫn đến mù lòa, ông bỏ học trốn sang Trung Quốc học nghề Y. Tại đây, ông được truyền nghề chữa bệnh bằng các phương thuốc Trung y và cũng học được các môn Võ cổ truyền.
- Năm 1979, Nguyễn Hữu Khai trở về Việt Nam hành nghề y tại quê nhà. Năm 1986, ông phối hợp với Hội chữ thập đỏ của Quận 5 mở phòng mạch chẩn trị Y học cổ truyền dân tộc. Ông được mời về giảng dạy tại trường Trung cấp y học dân tộc Tuệ Tĩnh – Bộ y tế.
- Năm 1989, ông thành lập xí nghiệp Đông Nam Dược Bảo Long[2].
- Năm 2005, Tập đoàn Y dược Bảo Long chính thức được thành lập. Ngoài thị trường trong nước, ông Nguyễn Hữu Khai còn thành lập chi nhánh tại Nga, Đức... và xuất khẩu sản phẩm ra nước ngoài. Tại Trung Quốc, Bảo Long cũng được cấp phép lưu hành sản phẩm mang tên: "Thanh Long" đặc trị bệnh tiểu đường.
- Bên cạnh việc bốc thuốc chữa bệnh, ông sáng lập ra môn phái "Bảo Long Y Võ"; trường THPT Võ thuật Bảo Long [3], Bệnh viện đa khoa Bảo Long; công ty dược liệu Sìn Hồ[4] với tổng số vốn đầu tư hàng chục tỷ đồng.

## Tôn vinh
Năm 2006, Nguyễn Hữu Khai từng được Đài truyền hình KenJa – Nhật Bản bình chọn là một trong 10 doanh nhân nổi tiếng ở Việt Nam và 500 doanh nhân nổi tiếng châu Á.
Năm 2007, ông tiếp tục được vinh danh là "Ngôi sao Việt Nam", được Viện Hàn lâm khoa học Xêchênốp – Liên bang Nga phong tặng học vị tiến sĩ danh dự.
Ông nhận được Huân chương Lao động hạng Ba, danh hiệu thầy thuốc ưu tú, và các huy chương, bằng khen của Chính phủ.
Cuộc đời ông từng được dựng thành phim truyền hình Đường đời.

## Bị bắt giữ
16h30 ngày 15/6/2013, Cơ quan An ninh điều tra Công an Hà Nội thực hiện lệnh bắt tạm giam với ông Nguyễn Hữu Khai, Chủ tịch tập đoàn Bảo Long. Ông Nguyễn Hữu Khai bị bắt tạm giam 3 tháng để điều tra về hành vi sử dụng trái phép tài sản, do tranh chấp giữa "Công ty CP Tập đoàn Đầu tư Xây dựng và Du lịch Bảo Sơn" và "Tập đoàn Y Dược Bảo Long". Việc bắt giữ ông Khai được thực hiện tại trụ sở Công ty TNHH Đông Nam Dược Bảo Long (ấp 3, xã Xuân Thới Thượng, Hóc Môn, TP HCM).
Vụ việc trên đã dấy lên nhiều tranh cãi trong việc hình sự hoá các tranh chấp kinh tế

## Hậu sự
Ngày 31 tháng 8 năm 2015, ông được đặc xá trả tự do. Cuối năm 2017, đầu năm 2018, ông tuyên bố gây dựng lại sự nghiệp. Tuy nhiên, do bệnh nặng, ông đã qua đời ngày 26 tháng 12 năm 2018 tại quê nhà.